# New Carlisle (Ohio)
New Carlisle es una ciudad ubicada en el condado de Clark en el estado estadounidense de Ohio. En el Censo de 2010 tenía una población de 5785 habitantes y una densidad poblacional de 811,04 personas por km².

## Geografía
New Carlisle se encuentra ubicada en las coordenadas 39°56′43″N 84°1′40″O / 39.94528, -84.02778. Según la Oficina del Censo de los Estados Unidos, New Carlisle tiene una superficie total de 7.13 km², de la cual 7.09 km² corresponden a tierra firme y (0.58%) 0.04 km² es agua.

## Demografía
Según el censo de 2010, había 5785 personas residiendo en New Carlisle. La densidad de población era de 811,04 hab./km². De los 5785 habitantes, New Carlisle estaba compuesto por el 90.06% blancos, el 0.48% eran afroamericanos, el 0.14% eran amerindios, el 0.38% eran asiáticos, el 0% eran isleños del Pacífico, el 7.62% eran de otras razas y el 1.31% pertenecían a dos o más razas. Del total de la población el 11.25% eran hispanos o latinos de cualquier raza.